# اريك غيلز
اريك غيلز (بالإنجليزية: Eric Gales)‏ هو موسيقي ومغني وعازف قيثارة أمريكي، ولد في 29 أكتوبر 1974 في ممفيس في الولايات المتحدة.

## وصلات خارجية
- الموقع الرسمي
- اريك غيلز على موقع ميوزك برينز (الإنجليزية)
- اريك غيلز على موقع أول ميوزيك (الإنجليزية)
- اريك غيلز على موقع ديسكوغز (الإنجليزية)